# Смилянска афера
Смилянска афера или Петърсмилянска афера от 14 декември 1900 година е провал в организационната мрежа на Вътрешната македоно-одринска революционна организация в Струмишки революционен окръг.

## Предистория
В 1899 година начело на Радовишкия революционен комитет е главният български учител в града Димитър Шатоев. Шатоев облага редица богати граждани с революционен данък, но тъй като мнозина отказват, а други отлагат, той предлага на комитета да се извърши показно убийство на Никола Фурнаджиев. Архиерейският наместник иконом Константин Саев предлага вместо непокорните, показно да се убият доказаните шпиони Илия Васков Лисицата от Инево, Иван Контуров Байрактаря от Смилянци и Карамфил Карамфилов от Подереш. Лисицата е убит в селото си от един младеж, Байрактаря е застрелян от доведения си син Петър Иванов, но оцелява, а Карамфилов е убит от братя Мечкареви. Иванов и Мечкареви стават нелегални, афери не се получават, а комитетската каса се напълва с повече то 500 лири.

## Афера
Разкритията започват след като нелегалният деец Петър Иванов, след увещаване от майка му и доведения му баща, се предава на турския каймакамин на 14 декември 1900 година и започва да разкрива тайни на организацията.
Преди да започнат арестите 50 души минават в нелегалност. Учителите от Струмица Петър Бошнаков и Милан П. Георгиев напускат града, но по показания на Иванов са арестувани иконом Константин Саев, Коце Зафиров от Радовиш, Христо Витанов и други. Отведени са в затвора в Радовиш, а след това в Куршумли хан в Скопие, където са съдени. Организацията плаща 100 лири подкуп и в резултат само един от всички арестувани е осъден за участие в революционното движение, тъй като е направил самопризнания.